# SN 2006ds
SN 2006ds – supernowa typu II odkryta 18 lipca 2006 roku w galaktyce PGC0070011. W momencie odkrycia miała maksymalną jasność 16,10m.